# ژاک سیلا
ژاک سیلا (انگلیسی: Jacques Sylla; ۲۲ ژوئیهٔ ۱۹۴۶ – ۲۶ دسامبر ۲۰۰۹) سیاست‌مدار اهل ماداگاسکار بود. وی از ۲۷ مه ۲۰۰۲ تا ۲۰ ژانویه ۲۰۰۷ نخست‌وزیر این کشور بود.
ژاک سیلا در ۲۶ دسامبر ۲۰۰۹، بعد از یک دوره طولانی بیماری در سن ۶۳ سالگی درگذشت.